# Brian McCardie
Brian McCardie (ur. 22 stycznia 1965 w Glasgow, zm. 28 kwietnia 2024) – szkocki aktor i scenarzysta.

## Życiorys
Urodził się w Glasgow. Uczęszczał do Our Lady’s Roman Catholic High School w Motherwell w hrabstwa North Lanarkshire. Wkrótce wraz z rodzicami przeniósł się do Carluke. Zainteresował się teatrem w szkole średniej, występując w musicalu Godspell z lokalną grupą składającą się z młodzieży z lokalnych szkół. Studiował w londyńskiej szkole dramatycznej Rose Bruford School of Speech and Drama.

## Filmografia

### Filmy
- 1995: Rob Roy jako Alasdair McGregor
- 1996: Duch i Mrok jako David Balfour
- 1997: Speed 2: Wyścig z czasem jako Merced
- 1999: 200 papierosów jako Eric Merced
- 2009: Przeklęta liga jako Dave Mackay
- 2013: Za tych, co na morzu jako dr Forbes
- 2013: Brud jako Dougie Gillman

### Seriale TV
- 1989: EastEnders jako Seb
- 2010: Na sygnale jako Neil Dunlop
- 2012: Na sygnale jako Ryan Bradshaw
- 2013: S.A.W. Szkolna Agencja Wywiadowcza jako pan McNab
- 2015: Outlander jako sir Marcus MacRannoch
- 2015: Szpital Holby City jako Archie Pugh
- 2015: Muszkieterowie jako Sebastian Lemaitre
- 2017: Przekręt jako wujek Dean

### Gry komputerowe
- 2011: Wiedźmin 2: Zabójcy królów – głos